# Латкес

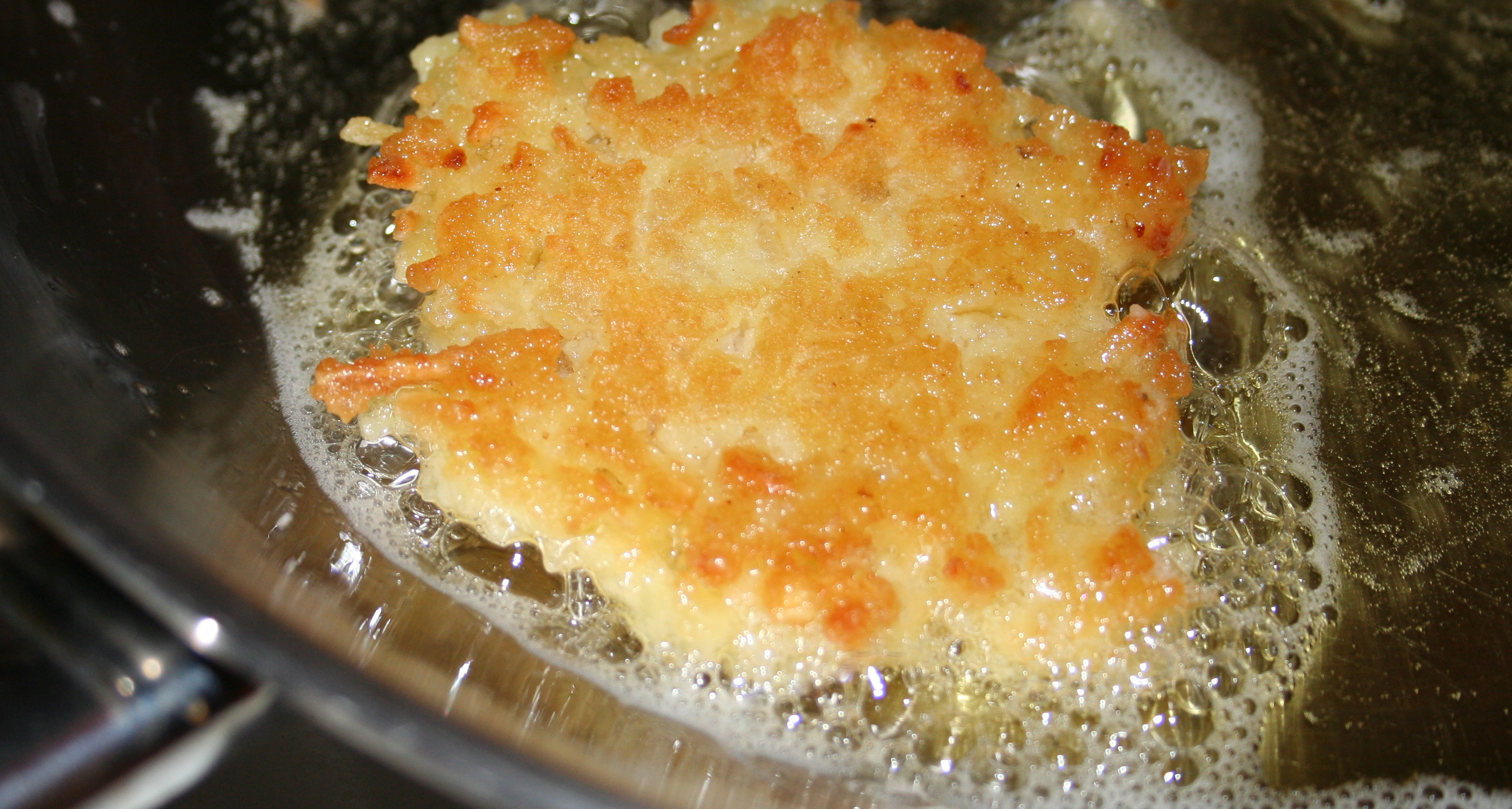
Латкес

Латкес (идиш לאַטקעס‎, ивр. לביבות‎) — классическое ханукальное блюдо из картофеля, характерное для восточноевропейских евреев и очень похожее на драники. Традиционно жарится в большом количестве масла (ассоциация с чудом горения храмовых лампад в течение восьми дней). К латкес подают яблочный мусс или сметану.

## История
Еврейский вариант названия, левива (ивр. לְבִיבָה‎), множественное число левивот, является возрождением слова, используемого в Книге Самуила для описания клецок, приготовленных из замешанного теста.
По одной из версий, чтобы Олоферна обуяла жажда, Юдифь накормила его, в том числе, и левивот.
Изначально латкес готовили из тёртого сыра или перьев лука. Кулинарный историк Гил Маркс считает, что первые латкес в Европе напоминали блин, приготовленный из гречневой или ржаной крупы, и обжаренный на шмальце. После того, как в Европе в XVI веке появилась картошка, потребовалось еще два столетия, прежде чем предрассудки были развеяны, и корнеплод стал популярным продуктом питания. Немцы первыми начали готовить оладьи из пюре или тертого картофеля под названием райбекухен, которые к XIX веку стали популярны также в Польше и Украине. Эти картофельные оладьи у ашкеназов назывались латкес. Слово «латкес» происходит от украинского термина «оладка», который сам по себе является вариацией греческого слова «eladia» (маленькие «маслянистые») или «elaion» (оливковое масло).
Первые латкес жарились не на масле, не говоря уже о оливковом масле, которое было трудно достать. Вместо этого их жарили на гусином жире, шмальце, согласно книге историка кулинарии Шмиля Холланда «Шмальц» (на иврите, Модан, 2011). Поскольку гусей традиционно забивали зимой во время Хануки (а гусиный жир на Песах готовили и сохраняли также во время Хануки), в это время года гусиного шмальца было в изобилии. В нем латкес не только жарили, но и подавали с гусиными грибенсами (хрустящими шкварками из кожицы) для придания пикантности. К молочным блюдам латкесы жарили на сливочном масле и подавали со сметаной. Но при жарке на гусином жире молочную сметану приходилось заменять яблочным пюре.

## Приготовление
Латкес чаще всего готовят из картофеля, яиц, лука и муки. Тем не менее, есть рецепты их приготовления из других овощей: батата, брокколи, бананов, кабачков, яблок, моркови и капусты.